# Przedsiębiorstwo Transportowo-Handlowe „Transhand”
Przedsiębiorstwo Transportowo-Handlowe „Transhand” Sp. z o.o. – polskie przedsiębiorstwo transportowo-handlowe założone w 1990 roku. Specjalizuje się w obsłudze przewozów towarowych, pasażerskich i spedycji. Siedziba przedsiębiorstwa znajdowała się dawniej przy ulicy Wojska Polskiego, lecz została przeniesiona na Osiedle Przemysłowe w K-SSSE.
Przedsiębiorstwo rozpoczęło działalność w styczniu 1991, powstało w wyniku prywatyzacji Przedsiębiorstwa Państwowej Komunikacji Samochodowej w Słubicach
Przedsiębiorstwo oferuje regularne przewozy pasażerskie na terenie miasta, województwa i kraju, wykonuje przewozy turystyczne na terenie całej Europy, świadczy usługi serwisowe oraz posiada stację paliw.

## Tabor
- AMZ Ramzar (Iveco Daily) – 3
- Autosan H10-10 – 3
- Delta Junior (autobus produkcji belgijskiej (Flandria) oparty na konstrukcji Iveco Daily 65C17) – 4
- Irisbus Crossway 12M – 1
- Iveco Daily – 1
- Mercedes-Benz Sprinter – 1
- Mercedes-Benz Tourismo – 1
- Neoplan N516 SHD – 1
- Scania K93CLB / DAB SC-1200L – 1
- Scania Irizar Century – 5
- Scania K114EB / Irizar Century II – 1
- Scania L113CLB / DAB SC-1200L – 1
- Scania L113CLB – 1
- Setra S215 HD – 3
- VDL Berkhof ProCity (autobus miejski oparty na konstrukcji Volkswagena Transportera T5) – 1
- Volvo B10M-60 – 4

## Galeria

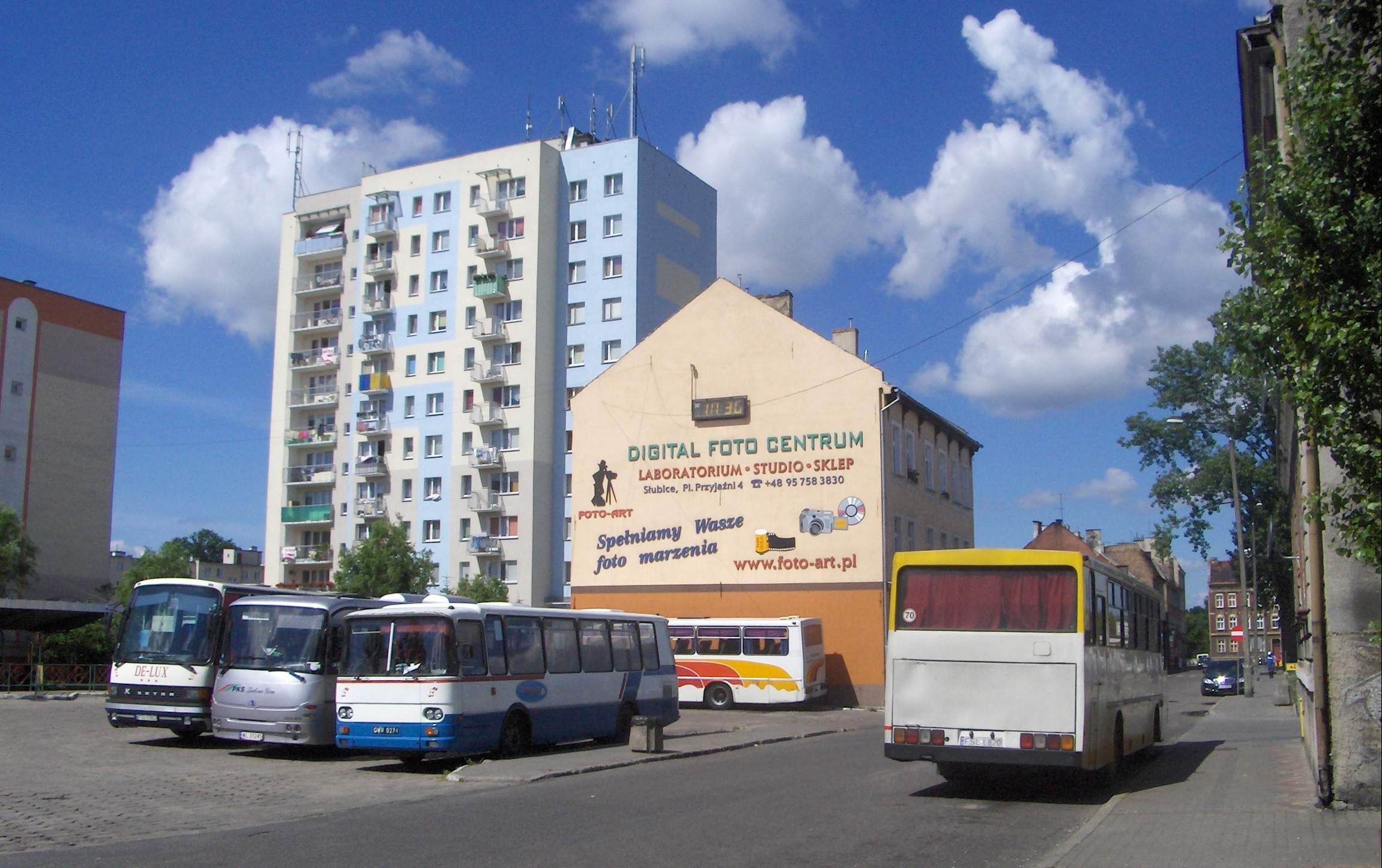
Dawny dworzec autobusowy w Słubicach – na pierwszym planie Autosan H9-21 i Autosan H10-10
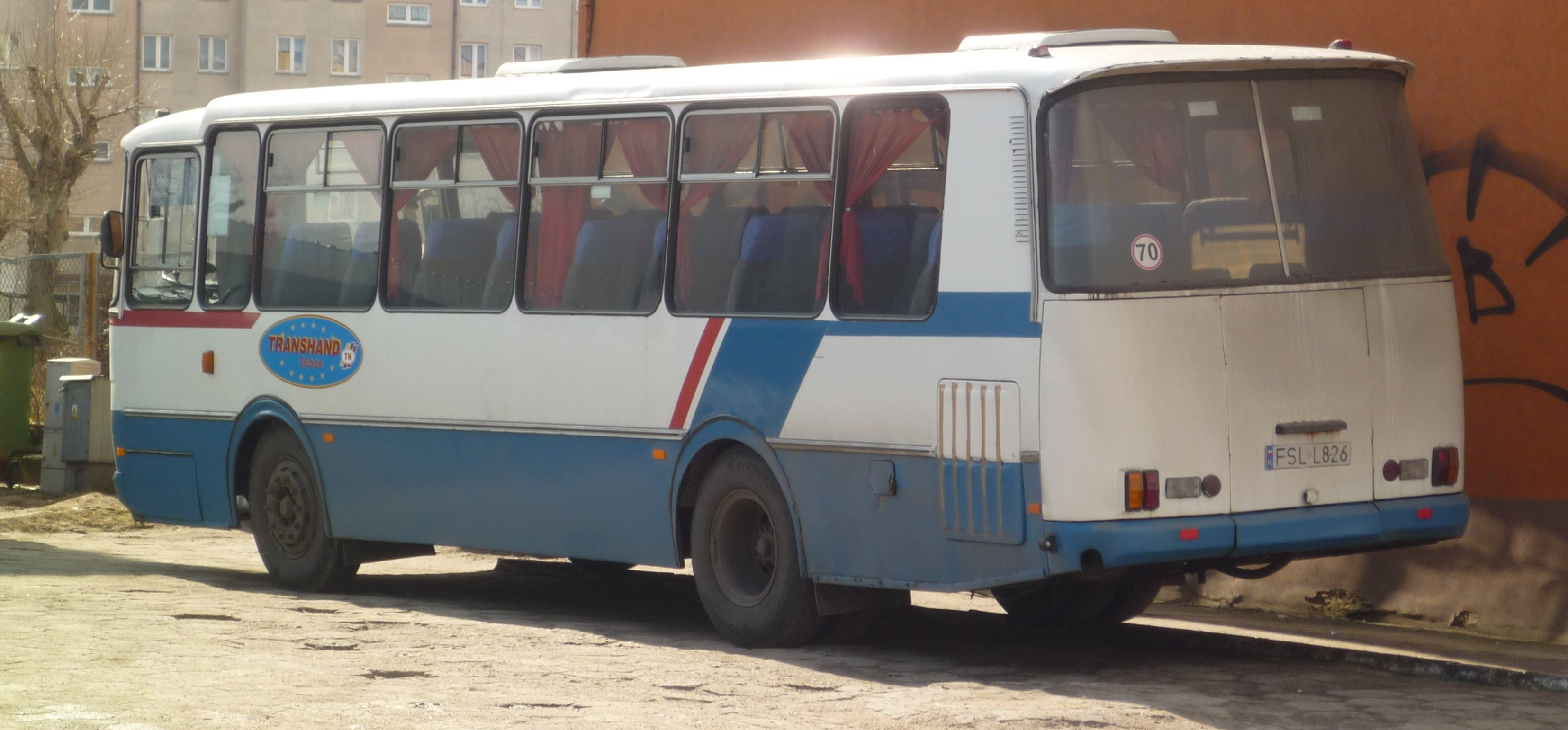
Autosan H9-21 (wycofany z eksploatacji)
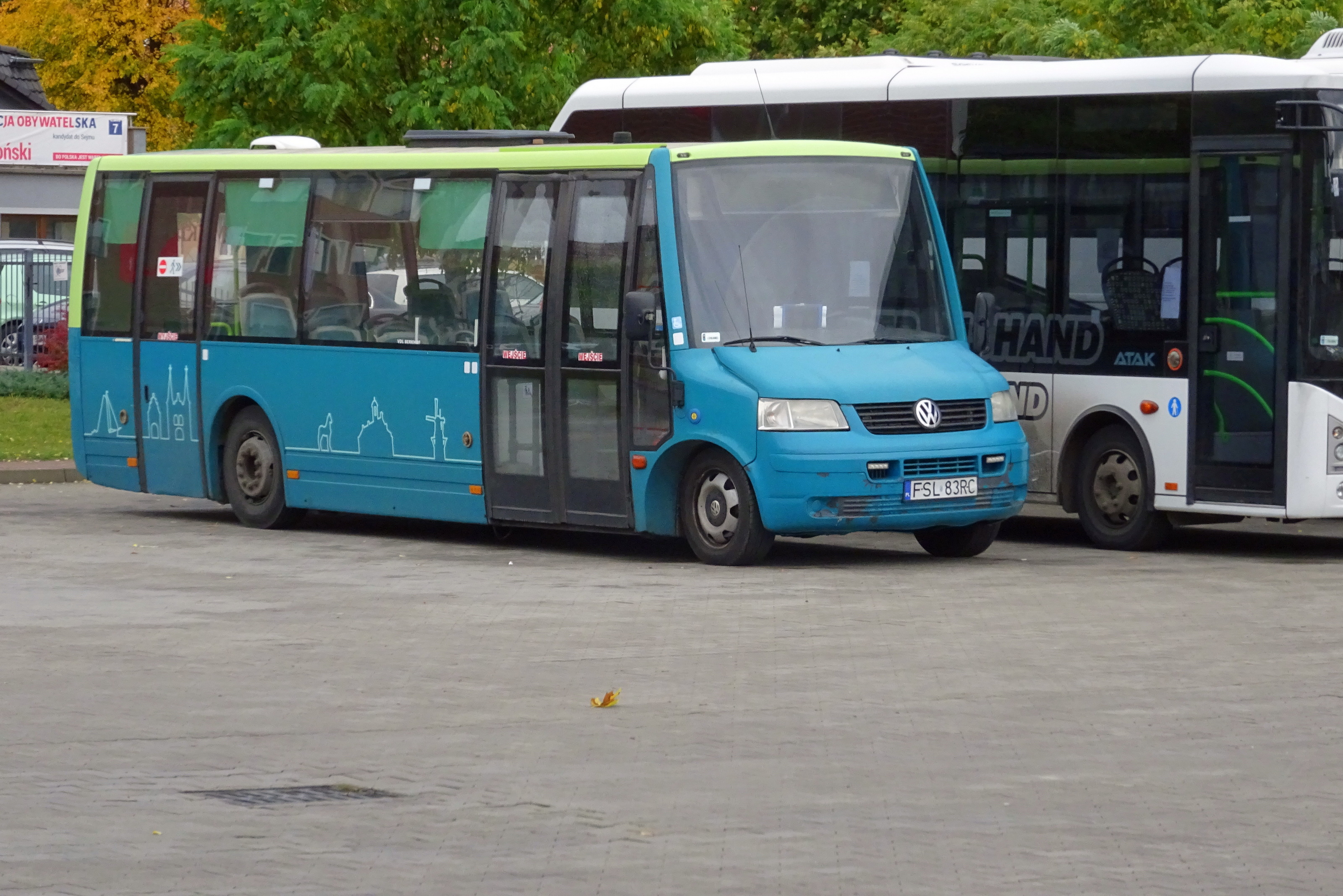
VDL Berkhof ProCity (wycofany z eksploatacji)